# مجتمع النساء الفنانات

## جمعية الفنانات
هي هيئة فنية بريطانية مُكرسة للاحتفال بالفنون الجميلة التي تنتجها النساء والترويج لها.
تأسست الجمعية بهذا الاسم نحو عام 1855، مما أتاح للفنانات الفرصة لعرض وبيع أعمالهن.
تُقام المعارض السنوية في لندن منذ عام 1857، مع بعض الانقطاعات في زمن الحرب.

## تاريخيًا
خلال القرن التاسع عشر على وجه الخصوص، سيطرت الأكاديمية الملكية على الفن البريطاني، وقد تأسست هذه الأكاديمية عام 1768.
كانت اثنتان من المؤسسين (البالغ عددهم 34) رسامتين: أنجليكا كوفمان (1741-1807) وماري موسر (1744-1819).
ومع ذلك، لم تُقبَل فنانات أخريات في الأكاديمية حتى عام 1922، حين انتُخبت آني سوينرتون، وهي عضوة في جمعية الفنانات منذ عام 1936، بوصفها أول عضوة أنثى في الأكاديمية الملكية. وفي عام 1936، أصبحت السيدة لورا نايت أول امرأة مُنتخبة كاملة العضوية في الأكاديمية الملكية.
كان يُنظر إلى مكانة المرأة في المجتمع على أنها مكانة سلبية وتحكمها العواطف.
وفي خمسينيات القرن التاسع عشر، نُوقشت فكرة أن النساء يُمكن أن يُصبحن فنانات بشدة من قبل جون روسكين ونقاد آخرين في مختلف المجلات.
كتب روسكين إلى صوفيا سينيت عام 1858: «يجب أن تعقدي العزم على أن تكوني رسامة رائعة. لا يوجد منجز مؤنث. لم يوجد مثل هذا الكائن حتى الآن مثل سيدة يُمكن أن ترسم».
مساهمون جادون في مجال الفن واجهوا صعوبة كبيرة في الحصول على عرض عام، كان تعليمهم في الفن محدودًا واستُبعدوا من الرسم من الشخصية منذ تأسيس الأكاديمية الملكية.
ومع ذلك، قام روسكين في وقت لاحق بمراجعة رأيه حول الفنانات بعد أن رأى لوحة (نداء الأسماء) في الأكاديمية الملكية عام 1874، وبعد الكثير من الجدل وتقديم الالتماسات، وافقت مدارس الأكاديمية الملكية في ديسمبر 1883 على توفير دروس الحياة «لدراسة جزء من شخصية مطوية» للطالبات، ولكن مرت 10 سنوات أخرى قبل قبول النساء في هذه الفصول الدراسية.
في الوقت ذاته، أصبحت فصول الحياة للنساء مُتاحة على نطاق واسع في جميع أنحاء البلاد. ومع ذلك، أثبتت الفنانات البريطانيات أنهن قادرات على العمل بنحو فردي بالتعاون، وبالتالي اكتسبن مصداقية أكبر.
من أجل التقدم وإيجاد الفرص للعرض، بدأن بتشكيل مُنظماتهن الخاصة.
كَانت إحدى أهم هذه الهيئات هي جمعية الفنانات، التي تأسست نحو عام 1855.
في البداية، مُنحت العضوية للنساء اللاتي عرضن مع الجمعية وكَسبن عَيشهن من طريق الفن.

### جمعية السيدات الفنانات (1855-1869)
في عام 1855، عُيِّنت كاتبة السيرة الذاتية الإنجليزية هارييت غروت ومغنية الأوبرا جيني ليند أعضاءً مؤسسين لجمعية الأناث الفنانات. ويقع مقر الجمعية الأول في الجمعية المعمارية في شارع كوندويت, لندن.
أُقيم المعرض الأول للجمعية في شارع أوكسفورد 315 في لندن، بين (1 يونيو و18 يوليو عام 1857)، وكان محور النقاش فيما يتعلق بدور المرأة في الفن.
يتألف المعرض من 358 عملًا لـ149 فنانة، والنوع السائد من الفن هو المناظر الطبيعية.
في مايو 1857، قبل الافتتاح، وجدت مجلتان داعمتان للمعرض (مجلة الفن ومجلة المُشاهد).
صرح السكرتير آنذاك في جريدة الفن (يونيو 1857): «يُسعد اللجنة أن تعلن نجاح معرضها الأول وقد تجاوز توقعاتها بالكامل». ثم أقامت الجمعية معارض سنوية في لندن لعرض أعمال الفنانات.
حتى عام 1863، تلقى المعرض السنوي مُراجعات مُثيرة للجدل، رُبما جرى اختيار المعروضات اعتمادًا على أساس ليبرالي وودي. جرت معالجة هذا في عام 1865، عندما أدى افتقارهم للاحتراف إلى إعادة تنظيم الجمعية تحت رعاية دوقة كامبريدج، ومن ثم تغيَّر اسمها إلى جمعية السيدات الفنانات.
تلقت الجمعية رعاية ملكية منذ عام 1865 (الراعية الحالية هي الأميرة مايكل كينت).
في عام 1867، انضمت إلى اللجنة السيدة مادلين مرابل، وهي خبيرة تلوين مائية ورسامة زيتية.

### جمعية السيدات الفنانات (1969-1899)
خلال الحرب العالمية الثانية، فقدت السجلات الأولى للجمعية، ودمرت، في مقر الجمعية الذي يقع آنذاك في بيكاديللي 195، لندن (كتالوجات الجمعية والأوراق المتبقية التي يعود تاريخها إلى عام 1929 موجودة الآن في مكتبة (متحف فيكتوريا وألبرت).
نتيجة لذلك، دار بعض الجدل حول متى بالضبط أعيدتْ تسمية الجمعية من جمعية الإناث الفنانات إلى جمعية السيدات الفنانات. تُشير مصادر مرجعية ثانوية إلى عام 1869، بينما تُشير مصادر أُخرى إلى أنه كان عام 1837.
في عام 1886، أصبح مارابيل أول رئيس للجمعية. في عام 1899، جرى التخلي عن شخصية منتصف العصر الفيكتوري واعتنق المجتمع القرن العشرين باسم جديد، وهو جمعية النساء الفنانات.

### جمعية السيدات الفنانات (من 1899 حتى الآن)
كان للمجتمع العديد من الفنانين البارزين بين أعضاء المجتمع.
انتُخبت السيدة لورا نايت (أول امرأة أكاديمية مَلكية) رئيسةً في عام 1932 واحتفظت بهذا المنصب حتى تقاعدت عام 1968 لتصبح راعية.
كانت الرسامتان مابيل لوسي أتويل وسوزان لوكاس، الرئيستين السابقتين لجمعية الفنانين النباتيين وأول امرأة رئيسة للجمعية الملكية المصغرة (المعروفة الآن باسم الجمعية الملكية للرسامين المُصغرين والنحاتين) أعضاءً أيضًا.
من بين أعضاء الجمعية الحاليين دافني تود. أول رئيسة للجمعية الملكية لرسامي الصور الشخصية من 1994 إلى 2000 والفائزة بجائزة لوحة بريتيش بتروليوم، ورسامة البورترية جون ميندوزا، وفيلومينا ديفيدسون، أول رئيسة للجمعية الملكية البريطانية للنحاتين.
العديد من أعضاء الجمعية هم أيضًا أعضاء في جمعيات أخرى راسخة، مثل الجمعية الملكية للفنانين البريطانيين، والمعهد الملكي للرسامين في ألوان المياه، وجمعية الباستيل، وجمعية فنانين الفروسية.
جمعت جمعية الفنانات قاموسًا مكونًا من أربعة مجلدات لعارضي الجمعية حتى عام 1996. وقد جرى تسليم أرشيف الجمعية إلى أرشيف متحف فيكتوريا وألبرت للفنون والتصميم في عام 1996.

## الأنشطة
تقيم الجمعية العديد من المعارض والأنشطة على مدار العام، وبلغت ذروتها في المعرض السنوي في مول غاليريز في لندن. يتألف المعرض من أعمال عديدة لجميع الفنانات، يجري اختيارهم من قبل لجنة من طريق دعوة مفتوحة للمشاركة.
يُقدم المعرض جوائز لفنانين مُختارين، ويجري توفير العديد منها من قبل رعاة الجمعية، ويهدف إلى تسليط الضوء على نطاق واسع والتنوع للفنون الجميلة التي ابتكرتها النساء.